# 미국의 대통령 비서실장
대통령 비서실장 또는 백악관 비서실장(White House Chief of Staff)은 미국 대통령실의 수장이자 동시에 미국 대통령 비서실의 수장이기도 하다. 대통령을 항시 보좌하는 직책으로 장관급으로서 각료회의에 들어올 수 있는 자격이 있다. 현재의 비서실장은 론 클레인이다.

## 비서실장의 임무
대통령 비서실장은 집무실에 대통령을 접견하러 오는 사람을 통제할 수 있고 백악관 보좌진들을 감독하고 통솔하며 의회나 다른 부처의 장관들과 협의하여 대통령의 뜻을 전달하고 이들과 협상할 수 있는 권한이 있다. 부관으로는 대통령 비서실 차장을 2명 거느릴 수 있다.